# Angren
Angren (en ouzbek : Angren ou Ангрен ; en russe : Ангрен) est une ville de la province de Tachkent, en Ouzbékistan. Elle est située sur la rive droite de la rivière Angren, à 77 km (115 km par la route) au sud-est de Tachkent, la capitale du pays. Sa population s'élevait à 126 962 habitants en 2005.

## Histoire
Angren a été fondée en 1942, pendant la Seconde Guerre mondiale, grâce au travail de prisonniers de guerre, notamment japonais. Angren reçut le statut de ville en 1946. La ville s'est développée comme ville minière autour de l'extraction du charbon (société Angrenougol), d'une centrale électrique et d'usines de matériaux de construction et de traitement du caoutchouc. Depuis les années 1990, la ville connaît de sérieuses difficultés économiques et un chômage important.

## Personnalités liées
- Lilya Boudjourova, journaliste.